# Stromerius nidensis
Lo stromerio (Stromerius nidensis) è un cetaceo estinto, appartenente ai basilosauridi. Visse nell'Eocene superiore (Priaboniano, circa 38 - 35 milioni di anni fa) e i suoi resti fossili sono stati ritrovati in Africa.

## Descrizione
Tutto ciò che si conosce di questo animale sono due esemplari incompleti, comprendenti numerose vertebre articolate fra loro. Non è possibile quindi ricostruire adeguatamente l'animale, ma è certo che Stromerius era ben distinguibile dai suoi stretti parenti (i basilosauridi) per alcune caratteristiche anatomiche.
La serie vertebrale dell'esemplare tipo (UM 100140) consta di 15 vertebre (1 toracica, 12 lombari e 2 caudali). Stromerius si distingueva da tutti gli altri basilosauridi nell'avere metapofisi insolitamente lunghe e dirette in avanti sulle vertebre lombari. Inoltre, Stromerius possiede la penultima vertebra toracica simile a un'anticlinale, con una spina neurale verticale, che differisce dalla spina neurale diretta anteriormente della seconda lombare dello stesso esemplare. Stromerius possedeva inoltre una regione lombare relativamente breve, composta apparentemente solo da 12 vertebre, di cui le ultime quattro sono identificabili come omologhe sacrali.
Stromerius nidensis differisce dall'affine e contemporaneo Saghacetus nelle dimensioni maggiori, mentre era leggermente più piccolo di Dorudon, di poco più antico. Rispetto a Stromerius, Saghacetus possedeva vertebre caudali anteriori e vertebre lombari nettamente più lunghe; Dorudon, invece, possedeva vertebre toraciche più lunghe e (in un esemplare immaturo) dall'epifisi inesistente (mentre gli esemplari di Stromerius, entrambi adulti, possiedono ancora epifisi) (Gingerich, 2007).

## Classificazione
I primi resti di questo animale vennero ritrovati da Ernst Stromer agli inizi del '900, nella formazione Qasr el-Sagha (Garet el-Esh, Egitto). Lo studioso attribuì con qualche dubbio i resti al genere Zeuglodon. Solo nel 2007, in seguito alla scoperta di uno scheletro più completo, Philip Dean Gingerich fu in grado di riconoscere le peculiarità di questo animale, e coniò quindi il nuovo taxon Stromerius nidensis. Il paleontologo ritenne Stromerius abbastanza differente dagli altri basilosauridi da poter essere attribuito a una famiglia a sé stante (Stromeriinae). Altri fossili attribuiti a Stromerius sono stati ritrovati nel Sahara Occidentale (Zouhri et al., 2014).

## Significato del nome
Il genere è stato chiamato così in onore del paleontologo tedesco Ernst von Reichenbach Stromer, che svolse un eccellente lavoro nel recupero dei fossili di cetacei in Egitto. L'epiteto specifico, nidensis, deriva dal latino nidus ("nido"), dal nome arabo della località tipo Garet el-Esh, "collina del nido".